# Torneo masculino de baloncesto en los Juegos Centroamericanos y del Caribe de 2014
El torneo de baloncesto masculino en los Juegos Centroamericanos y del Caribe 2014 se llevó a cabo en Veracruz, México, en el Auditorio Benito Juárez del 24 al 28 de noviembre.
República Dominicana se proclamó campeón del torneo al derrotar a Panamá por 83-69. Puerto Rico se quedó con la medalla de bronce al derrotar a Cuba por 107-97 en tiempo extra.

## Equipos participantes
| Centroamérica | Caribe |

| Equipos participantes | Equipos participantes | Equipos participantes | Equipos participantes |
| --------------------- | --------------------- | --------------------- | --------------------- |
| Bahamas               | Cuba                  | Panamá                | México                |
| Costa Rica            | Puerto Rico           | Jamaica               | República Dominicana  |

## Fase de grupos

### Grupo A
| # | Equipo      | PJ | PG | PP | PE  | PP  | DIF | PTS |
| - | ----------- | -- | -- | -- | --- | --- | --- | --- |
| 1 | Puerto Rico | 2  | 2  | 0  | 179 | 136 | +43 | 4   |
| 2 | Cuba        | 2  | 1  | 1  | 151 | 149 | +2  | 3   |
| 3 | Jamaica     | 2  | 0  | 2  | 130 | 175 | -45 | 2   |

| 24 de noviembre | Puerto Rico                                                                    | 96–64                | Jamaica                                                    |                                                                                      |  |
|                 | Parciales: 30 - 20, 20 - 21, 27 - 15, 19 - 8                                   |                      |                                                            |                                                                                      |  |
|                 | Estadísticas C. Rivera, C. Dalmau y C. López 12 Kevin Young 10 Carlos Rivera 4 | Reporte Pts Reb Asts | Estadísticas Weyinmi Rose 22 Weyinmi Rose 9 Weyinmi Rose 3 | Pabellón: Auditorio Benito Juárez, Veracruz Árbitros: M. Leigh N. Charles R. Aracena |  |

| 25 de noviembre | Jamaica                                                     | 66–79                | Cuba                                                                   |                                                                                        |  |
|                 | Parciales: 8 - 14, 14 - 19, 13 - 23, 31 - 21                |                      |                                                                        |                                                                                        |  |
|                 | Estadísticas Weyinmi Rose 30 Andrew Whilby 7 Weyinmi Rose 4 | Reporte Pts Reb Asts | Estadísticas Osmel Ramón Oliva 20 Javier Justiz 19 Osmel Ramón Oliva 5 | Pabellón: Auditorio Benito Juárez, Veracruz Árbitros: O. Bermúdez N. Cuello M. Weiland |  |

| 26 de noviembre | Puerto Rico                                                         | 83–72                | Cuba                                                                   |                                                                                      |  |
|                 | Parciales: 15 - 18, 22 - 17, 24 - 19, 22 - 18                       |                      |                                                                        |                                                                                      |  |
|                 | Estadísticas Kevin Young 15 Kevin Young 12 A. Vasallo y C. Dalmau 3 | Reporte Pts Reb Asts | Estadísticas Willian Granda 21 J. Juztis y W. Granda 5 Yoannis Soria 3 | Pabellón: Auditorio Benito Juárez, Veracruz Árbitros: R. Aracena H. Sánchez M. Leigh |  |

### Grupo B
| # | Equipo               | PJ | PG | PP | PE  | PP  | DIF | PTS |
| - | -------------------- | -- | -- | -- | --- | --- | --- | --- |
| 1 | Panamá               | 3  | 3  | 0  | 245 | 212 | +33 | 6   |
| 2 | República Dominicana | 3  | 2  | 1  | 247 | 238 | +9  | 5   |
| 3 | México               | 3  | 1  | 2  | 227 | 209 | +18 | 4   |
| 4 | Costa Rica           | 3  | 0  | 3  | 178 | 238 | -60 | 3   |

| 24 de noviembre | Panamá                                                         | 93–87                | República Dominicana                                             |                                                                                       |  |
|                 | Parciales: 17 - 25, 22 - 12, 29 - 22, 25 - 28                  |                      |                                                                  |                                                                                       |  |
|                 | Estadísticas Levour Warren 24 Jaime Lloreda 7 Trevor Gaskins 5 | Reporte Pts Reb Asts | Estadísticas Gerardo Suero 23 Edward Santana 12 Edward Santana 3 | Pabellón: Auditorio Benito Juárez, Veracruz Árbitros: A. Vega R. Fernández M. Weiland |  |

| 24 de noviembre | México                                                         | 82–53                | Costa Rica                                                             |                                                                                   |  |
|                 | Parciales: 21 - 12, 21 - 11, 23 - 16, 17 - 14                  |                      |                                                                        |                                                                                   |  |
|                 | Estadísticas Marcos Ramos 19 Jose Gutierrez 9 Francisco Cruz 7 | Reporte Pts Reb Asts | Estadísticas Hernol Gardener 20 Hernol Gardener 7 Cristian Chavarria 6 | Pabellón: Auditorio Benito Juárez, Veracruz Árbitros: R. Ginarte M. Sosa N. Young |  |

| 25 de noviembre | República Dominicana                                                 | 83–73                | Costa Rica                                                                 |                                                                                     |  |
|                 | Parciales: 24 - 21, 28 - 8, 18 - 18, 13 - 26                         |                      |                                                                            |                                                                                     |  |
|                 | Estadísticas Edward Santana 16 Edward Santana 10 Juan Miguel Suero 5 | Reporte Pts Reb Asts | Estadísticas Daniel Simons 20 Kay Shomarie Martínez 8 Cristian Chavarria 9 | Pabellón: Auditorio Benito Juárez, Veracruz Árbitros: R. Ginarte J. Joseph M. Leigh |  |

| 25 de noviembre | Panamá                                                          | 79–73                | México                                                             |                                                                                    |  |
|                 | Parciales: 19 - 20, 18 - 14, 19 - 22, 23 - 17                   |                      |                                                                    |                                                                                    |  |
|                 | Estadísticas Trevor Gaskins 17 Jaime Lloreda 12 Jaime Lloreda 3 | Reporte Pts Reb Asts | Estadísticas Carlos Toussaint 16 Jose Gutierrez 7 Francisco Cruz 5 | Pabellón: Auditorio Benito Juárez, Veracruz Árbitros: M. Blanco M. Sosa R. Vazquez |  |

| 26 de noviembre | Costa Rica                                                       | 52–73                | Panamá                                                                |                                                                                     |  |
|                 | Parciales: 10 - 8, 15 - 27, 16 - 20, 11 - 18                     |                      |                                                                       |                                                                                     |  |
|                 | Estadísticas Daniel Simons 17 Daniel Simons 11 3 jugadores con 2 | Reporte Pts Reb Asts | Estadísticas Trevor Gaskins 18 Daniel King 10 J. Muñoz y T. Gaskins 3 | Pabellón: Auditorio Benito Juárez, Veracruz Árbitros: R. Vazquez N. Charles M. Sosa |  |

| 26 de noviembre | México                                                                  | 72–77                | República Dominicana                                                                          |                                                                                   |  |
|                 | Parciales: 24 - 21, 10 - 13, 25 - 24, 13 - 19                           |                      |                                                                                               |                                                                                   |  |
|                 | Estadísticas Adam Parada 17 A. Parada y J. Gutierrez 9 Francisco Cruz 5 | Reporte Pts Reb Asts | Estadísticas V. Liz, E. Santana y G. Suero 15 Jack Michael Martínez 8 Jack Michael Martínez 3 | Pabellón: Auditorio Benito Juárez, Veracruz Árbitros: R. Ginarte N. Young A. Vega |  |

## Fase final

### Ronda de clasificación

#### Semifinales 5.°-7.°
| 27 de noviembre | Jamaica                                                      | 65–75                | Costa Rica                                                      |                                                                                     |  |
|                 | Parciales: 6 - 19, 18 - 23, 16 - 11, 25 - 22                 |                      |                                                                 |                                                                                     |  |
|                 | Estadísticas Weyinmi Rose 20 Damion Staple 10 Weyinmi Rose 3 | Reporte Pts Reb Asts | Estadísticas Henry Martínez 12 Rohel Wilson 9 Hernol Gardener 5 | Pabellón: Auditorio Benito Juárez, Veracruz Árbitros: R. Ginarte J. Joseph J. Anaya |  |

#### Partido por el 5° lugar
| 28 de noviembre | México                                                                       | 74–65                | Costa Rica                                                                          |                                                                                  |  |
|                 | Parciales: 13 - 18, 15 - 13, 31 - 12, 15 - 22                                |                      |                                                                                     |                                                                                  |  |
|                 | Estadísticas Carlos Toussaint 21 A. Zamora y J. Gutierrez 7 Francisco Cruz 5 | Reporte Pts Reb Asts | Estadísticas Kay Shomarie Martínez 26 Carlos Quesada 7 C. Chavarria y K. Martínez 2 | Pabellón: Auditorio Benito Juárez, Veracruz Árbitros: N. Young N. Cuello A. Vega |  |

### Ronda eliminatoria
|  | Semifinales          | Semifinales     |    |                 | Final                | Final |  |
|  |                      |                 |    |                 |                      |       |  |
|  |                      |                 |    |                 |                      |       |  |
|  | 22 de noviembre      |                 |    |                 |                      |       |  |
|  | Puerto Rico          | 71              |    |                 |                      |       |  |
|  | República Dominicana | 72              |    |                 |                      |       |  |
|  |                      |                 |    |                 |                      |       |  |
|  |                      |                 |    |                 | 23 de noviembre      |       |  |
|  |                      |                 |    |                 | República Dominicana | 83    |  |
|  |                      | Panamá          | 69 |                 |                      |       |  |
|  |                      |                 |    |                 |                      |       |  |
|  |                      |                 |    |                 |                      |       |  |
|  |                      |                 |    |                 | Tercer lugar         |       |  |
|  | 22 de noviembre      | 22 de noviembre |    | 23 de noviembre | 23 de noviembre      |       |  |
|  | Panamá               | 64              |    | Puerto Rico     | 107                  |       |  |
|  | Cuba                 | 59              |    |                 | Cuba                 | 97    |  |

#### Semifinales
| 27 de noviembre | Puerto Rico                                                        | 71–72                | República Dominicana                                           |                                                                                       |  |
|                 | Parciales: 13 - 13, 14 - 13, 22 - 26, 22 - 20                      |                      |                                                                |                                                                                       |  |
|                 | Estadísticas Elias Ayuso 13 Kevin Young 11 C. Dalmau y C. Rivera 3 | Reporte Pts Reb Asts | Estadísticas Edward Santana 18 Edward Santana 13 Kelvin Peña 3 | Pabellón: Auditorio Benito Juárez, Veracruz Árbitros: R. Fernández M. Sosa M. Weiland |  |

| 27 de noviembre | Panamá                                                          | 64–59                | Cuba                                                           |                                                                                     |  |
|                 | Parciales: 7 - 14, 16 - 11, 17 - 17, 24 - 17                    |                      |                                                                |                                                                                     |  |
|                 | Estadísticas Levour Warren 13 Levour Warren 8 4 jugadores con 2 | Reporte Pts Reb Asts | Estadísticas Jasiel Rivero 15 Javier Justiz 12 Jasiel Rivero 3 | Pabellón: Auditorio Benito Juárez, Veracruz Árbitros: O. Bermúdez N. Young M. Leigh |  |

#### Partido por la medalla de bronce
| 28 de noviembre | Puerto Rico                                                     | 107–97               | Cuba                                                           |                                                                                    |  |
|                 | Parciales: 19 - 18, 22 - 21, 22 - 26, 26 - 24 (T.E.: 18-8)      |                      |                                                                |                                                                                    |  |
|                 | Estadísticas Carlos Rivera 19 Kevin Young 11 Christian Dalmau 4 | Reporte Pts Reb Asts | Estadísticas Jasiel Rivero 34 Jasiel Rivero 22 Oreste Torres 3 | Pabellón: Auditorio Benito Juárez, Veracruz Árbitros: J. Anaya R. Aracena M. Leigh |  |

#### Partido por la medalla de oro
| 28 de noviembre | República Dominicana                                                     | 83–69                | Panamá                                                       |                                                                                         |  |
|                 | Parciales: 19 - 14, 30 - 8, 12 - 26, 22 - 21                             |                      |                                                              |                                                                                         |  |
|                 | Estadísticas Jack Michael Martínez 24 Edward Santana 10 Manuel Fortuna 6 | Reporte Pts Reb Asts | Estadísticas Jaime Lloreda 18 Jamaal Levy 8 Danilo Pinnock 6 | Pabellón: Auditorio Benito Juárez, Veracruz Árbitros: R. Vázquez O. Bermúdez M. Weiland |  |

## Clasificación general
| Pos               | Equipo               |
| ----------------- | -------------------- |
| Medalla de oro    | República Dominicana |
| Medalla de plata  | Panamá               |
| Medalla de bronce | Puerto Rico          |
| 4                 | Cuba                 |
| 5                 | México               |
| 6                 | Costa Rica           |
| 7                 | Jamaica              |

## Estadísticas individuales

### Puntos
| Puesto | Jugador               | PJ | Total | Promedio |
| ------ | --------------------- | -- | ----- | -------- |
| 1      | Weyinmi Rose          | 3  | 72    | 24.0     |
| 2      | Jasiel Rivero         | 4  | 71    | 17.8     |
| 3      | Edward Santana        | 5  | 84    | 16.8     |
| 4      | Gerardo Suero         | 5  | 77    | 15.4     |
| 5      | Jack Michael Martínez | 5  | 12    | 15.0     |

### Rebotes
| Puesto | Jugador        | PJ | Ofe | Def | Total | Promedio |
| ------ | -------------- | -- | --- | --- | ----- | -------- |
| 1      | Javier Justiz  | 4  | 18  | 26  | 44    | 11.0     |
| 1      | Kevin Young    | 4  | 26  | 18  | 44    | 11.0     |
| 3      | Edward Santana | 5  | 13  | 39  | 52    | 10.4     |
| 4      | Jasiel Rivero  | 4  | 20  | 18  | 38    | 9.5      |
| 5      | Jose Gutierrez | 4  | 13  | 19  | 32    | 8.0      |
| 5      | Jaime Lloreda  | 4  | 14  | 18  | 32    | 8.0      |

### Asistencias
| Puesto | Jugador            | PJ | Total | Promedio |
| ------ | ------------------ | -- | ----- | -------- |
| 1      | Francisco Cruz     | 4  | 22    | 5.5      |
| 1      | Cristian Chavarria | 5  | 22    | 4.4      |
| 3      | Christian Dalmau   | 4  | 13    | 3.3      |
| 3      | Weyinmi Rose       | 3  | 10    | 3.3      |
| 5      | Carlos Rivera      | 4  | 11    | 2.8      |
| 5      | Carlos Toussaint   | 4  | 11    | 2.8      |

1. ↑  Bahamas se retiró antes de empezar el torneo.